# 格拉斯戈 (喬治亞州)
格拉斯戈（英語：Glasgow）是位於美國喬治亞州托馬斯縣的一個非建制地區。該地的面積和人口皆未知。

## 地理
格拉斯戈的座標為30°43′01″N 83°52′32″W / 30.71694°N 83.87556°W，而該地的平均海拔高度為60米（即197英尺）。